# Toni Lima
Pour les articles homonymes, voir Sola.
Antoni Lima Solà, dit Toni Lima, né le 22 septembre 1970 à Gavà en Catalogne (Espagne), est un footballeur international andorran, évoluant au poste de défenseur central. 
Il est le frère aîné d'Ildefons Lima, footballeur professionnel depuis 1997.

## Biographie

### Club
Il est avec Jesús Lucendo, l'un des deux seuls andorrans à avoir disputé un match de Liga. En l'occurrence, Lima a joué deux matchs pour l'Espanyol Barcelone. Son premier match est contre Cádiz CF le 27 octobre 1991 (défaite 2-1) et son second match est contre le Real Valladolid le 3 novembre 1991 (défaite 2-0).

### Sélection
Toni Lima est convoqué pour la première fois par le sélectionneur de Catalogne Pichi Alonso pour un match face au FC Barcelone le 25 juin 1995, où il marque un but (victoire 5-2). Il a eu une seule sélection avec l'équipe de Catalogne.
Il est convoqué pour la première fois par le sélectionneur d'Andorre Miluir Macedo pour un match amical face à l'Estonie le 22 juin 1997 (défaite 4-1). Le 16 octobre 2002, il marque son seul but en équipe d'Andorre lors d'un match des éliminatoires de l'Euro 2004 face à la Bulgarie (défaite 2-1).
Il compte 64 sélections et 1 but avec l'équipe d'Andorre entre 1997 et 2009.

## Palmarès
- Real Madrid Castilla :
  - champion d'Espagne de D3 en 1991.

- SE Eivissa-Ibiza :
  - champion d'Espagne de D4 en 2007.

## Statistiques

### Buts en sélection
Le tableau suivant liste tous les buts inscrits par Toni Lima avec l'équipe d'Andorre.